# Сёдерблом, Андерс
А́ндерс Сёдерблом (дат. Anders Søderblom, род. 16 мая 1963) — датский кёрлингист.
Играл в основном на позиции первого и второго. В составе мужской сборной Дании участник и призёр чемпионатов мира и Европы. Шестикратный чемпион Дании среди мужчин.

## Достижения
- Чемпионат мира по кёрлингу среди мужчин: бронза (1990).
- Чемпионат Европы по кёрлингу: серебро (1993).
- Чемпионат Дании по кёрлингу среди мужчин: золото (1989, 1990, 1992, 1997, 1998, 2011)[2].
- Чемпионат Дании по кёрлингу среди юниоров: золото (1984)[3].

## Команды
| Сезон   | Четвёртый     | Третий           | Второй           | Первый           | Запасной                                               | Турниры                       |
| ------- | ------------- | ---------------- | ---------------- | ---------------- | ------------------------------------------------------ | ----------------------------- |
| 1983—84 | Ульрик Шмидт  | Michael Pedersen | Андерс Сёдерблом | Palle Poulsen    |                                                        | ЧДЮ 1984 · ЧМЮ 1984 (9 место) |
| 1988—89 | Томми Стьерне | Пер Берг         | Петер Андерсен   | Андерс Сёдерблом | Иван Фредериксен                                       | ЧДМ 1989 · ЧМ 1989 (6 место)  |
| 1989—90 | Томми Стьерне | Пер Берг         | Петер Андерсен   | Андерс Сёдерблом | Иван Фредериксен                                       | ЧДМ 1990 · ЧМ 1990            |
| 1990—91 | Томми Стьерне | Пер Берг         | Иван Фредериксен | Андерс Сёдерблом | Петер Андерсен                                         | ЧЕ 1990 (9 место)             |
| 1990—91 | Кристиан Туне | Нильс Сиггорд    | Хенрик Якобсен   | Лассе Лаурсен    | Андерс Сёдерблом                                       | ЧМ 1991 (8 место)             |
| 1991—92 | Томми Стьерне | Пер Берг         | Петер Андерсен   | Андерс Сёдерблом | Иван Фредериксен                                       | ЧДМ 1992                      |
| 1992—93 | Томми Стьерне | Пер Берг         | Петер Андерсен   | Иван Фредериксен | Андерс Сёдерблом                                       | ЧЕ 1992 (8 место)             |
| 1993—94 | Томми Стьерне | Пер Берг         | Петер Андерсен   | Иван Фредериксен | Андерс Сёдерблом                                       | ЧЕ 1993                       |
| 1994—95 | Томми Стьерне | Андерс Сёдерблом | Петер Андерсен   | Иван Фредериксен |                                                        |                               |
| 1995—96 | Томми Стьерне | Пер Берг         | Петер Андерсен   | Иван Фредериксен | Андерс Сёдерблом тренер: Франтс Гуфлер                 | ЧЕ 1995 (9 место)             |
| 1996—97 | Томми Стьерне | Герт Ларсен      | Петер Андерсен   | Андерс Сёдерблом | Иван Фредериксен                                       | ЧДМ 1997                      |
| 1997—98 | Томми Стьерне | Герт Ларсен      | Петер Андерсен   | Андерс Сёдерблом | Иван Фредериксен                                       | ЧДМ 1998 · ЧМ 1998 (7 место)  |
| 1998—99 | Томми Стьерне | Герт Ларсен      | Петер Андерсен   | Иван Фредериксен | Андерс Сёдерблом тренеры: Микаэль Квист, Олле Брудстен | ЧЕ 1998 (7 место)             |
| 2010—11 | Томми Стьерне | Андерс Сёдерблом | Петер Андерсен   | Иван Фредериксен | Пер Берг                                               | ЧДМ 2011                      |
| 2011    | Томми Стьерне | Пер Берг         | Петер Андерсен   | Андерс Сёдерблом | Ян Небелонг тренер: Расмус Стьерне                     | ЧМ 2011 (12 место)            |
| 2011—12 | Томми Стьерне | Пер Берг         | Петер Андерсен   | Андерс Сёдерблом | Ян Небелонг                                            |                               |
| 2012—13 | Томми Стьерне | Андерс Сёдерблом | Пер Берг         | Иван Фредериксен | Петер Андерсен                                         | ЧДМ 2013 (6 место)            |
| 2013—14 | Томми Стьерне | Пер Берг         | Петер Андерсен   | Андерс Сёдерблом | Иван Фредериксен                                       | ЧДМ 2014 (6 место)            |
| 2014—15 | Томми Стьерне | Андерс Сёдерблом | Петер Андерсен   | Иван Фредериксен |                                                        |                               |

(скипы выделены полужирным шрифтом)